# Hithalahalli, Sidlaghatta
Hithalahalli là một làng thuộc tehsil Sidlaghatta, huyện Chikkaballapur, bang Karnataka, Ấn Độ.